# Времена года (Вивальди)
«Времена́ го́да» (итал. Le quattro stagioni — «Четыре сезона») — цикл концертов для скрипки с оркестром Антонио Вивальди. Цикл представляет собой первые четыре из двенадцати концертов, входящих в опус 8 Вивальди — «Спор гармонии с изобретением» (Амстердам, 1725). «Времена года», по-видимому, созданы не позднее 1720 года.
Все концерты цикла написаны в классической итальянской трёхчастной концертной форме, в которой быстрые первая и последняя части обрамляют медленную центральную. Цикл представляет собой образец программной музыки: каждый концерт посвящён одному времени года и предваряется сонетом, раскрывающим создаваемые музыкой образы.
«Времена года» — одно из наиболее известных произведений как Вивальди, так и в целом музыки барокко. К концу XX века были выпущены более 200 грамзаписей цикла, одна из которых установила мировой рекорд по продажам в области академической музыки. Распространены переложения «Времён года» для других музыкальных инструментов, темы цикла широко используют в поп- и рок-музыке, в кинематографе и для сопровождения танцев в фигурном катании.

## История
Ноты цикла впервые были опубликованы в 1725 году в Амстердаме в числе 12 концертов Вивальди, объединённых под общим заглавием Il Cimento dell’Armonia e dell’Inventione. Традиционно это название переводится как «Спор гармонии с изобретением», но музыковед Пол Эверетт считает, что смысл названия точнее передаётся, если перевести слово «Cimento» как «Испытание» или «Опыт». Он поясняет, что для XVIII века «гармония» представляла собой рациональную, изучаемую как ремесло сторону композиции, тогда как «изобретение» (inventione) — интуитивное чувство, фантазию, с помощью которой гармония может преображаться. В этом случае, по его мнению, Вивальди подразумевал не соревнование двух аллегорических фигур, а испытание разных сторон собственного композиторского мастерства автора.
Сборник был посвящён графу Венцелю фон Морцину — богемскому меценату, бывшему одним из основных покровителей итальянского композитора. Вся эта публикация печаталась под общей обложкой как «Opera ottava» и фигурирует в списках сочинений Вивальди как Op. 8. Четыре первых концерта из 12 были объединены под отдельным названием «Времена года». Опираясь на характер подборки произведений, вошедших со «Временами года» в одну публикацию, П. Эверетт датирует создание цикла не позднее чем 1720 годом. В предисловии к публикации и сам Вивальди указывал, что к 1725 году эти четыре произведения уже некоторое время существовали и были известны фон Морцину, однако автор внёс в произведения улучшения и надеется, что они будут восприняты как новые. В этом же издании каждому из четырёх концертов был предпослан отдельный сонет, «с абсолютной ясностью» описывающий его содержание.
Мотивы «Времён года» композитор в 1720-е годы использовал в других своих произведениях — в частности, тема «Весны» звучала в его операх «Джустино» (1724) и «Дорилла в Темпе» (1726). Медленная часть из «Осени», иллюстрирующая сцену с уснувшими пьяницами, звучит в обеих версиях концерта «Ночь» (RV 104 и RV 439), а медленная часть из «Зимы» легла в основу ларго из камерного концерта для блокфлейты, скрипки и фагота (RV 94). Последнему, однако, недостаёт фактуры, в полной мере характеризующей оригинал.
В 1730—1740-е годы 8-й опус и его отдельные части, в особенности «Времена года», активно распространялись, а затем и перепечатывались в Париже. Помимо легальных переизданий (королевской монополией на которые владели печатники Леклерки), в 1739 году композитор Николя Шедевиль выпустил под собственным именем переработку для мюзета целых произведений и отдельных частей из 8-го опуса Вивальди. В эту подборку француз включил светлые, мажорные части, в том числе целиком «Весну» и «Осень» и медленную часть «Зимы», отказавшись от напряжённой, связанной с неприятными образами музыки «Лета» и быстрых частей «Зимы». Позже в XVIII веке во Франции были сделаны ещё две заслуживающие внимания обработки «Весны». В 1765 году этот концерт лёг в основу мотета Мишеля Корретта Laudate Dominum de coelis, а в 1775 году появилось свободное переложение для флейты, написанное Жан-Жаком Руссо. В Италии, на родине Вивальди, «Времена года» пользовались определённой популярностью, и в 1761 году Карло Гольдони писал, что композитор известен в первую очередь благодаря этому циклу. В репертуаре парижских духовных концертов «Времена года» оставались вплоть до 1763 года, причём «Весна» входила в программу 11 из 16 известных концертов в период между 1736 и 1763 годами. Уже в этот период «Времена года», и в особенности «Весна», стали произведениями, позволявшими выгодно продемонстрировать мастерство солиста-виртуоза, и среди их исполнителей были такие скрипачи, как Жан-Пьер Гиньон (1728—1729), Пьер Гавинье (1741, в возрасте 13 лет), Доменико Феррари и Андре-Ноэль Пажен.
В целом, однако, имя Вивальди после его смерти в 1741 году было надолго практически забыто, а бо́льшая часть его произведений исчезла. Его помнили главным образом благодаря первому сборнику его концертов (L’estro armonico), породившему множество подражаний, и переложению для клавира семи его скрипичных концертов, принадлежащему перу Баха, который был горячим поклонником итальянца и его последователем. Интерес к творчеству композитора возродился только в 1930-е годы, после того как в салезианском монастыре Сан-Карло в Монферрате была обнаружена значительная коллекция старинных нот. Тем не менее ни в этой коллекции, ни в частном собрании Джузеппе Дураццо (последнего представителя венецианского графского рода Дураццо), которое удалось выкупить в начале 1930-х годов, полной авторской версии «Времён года» не было. В 1942 году запись цикла была сделана в Риме, в исполнении ансамбля под управлением Бернардино Молинари, а в 1947 году американский скрипач Луис Кауфман сделал запись живого концерта в Карнеги-Холле, где прозвучали отдельные части «Времён года». Кауфман не оставлял попыток найти полную версию нот цикла, и его поиски увенчались успехом в библиотеке Королевской консерватории в Брюсселе. В 1950 году в Цюрихе Кауфман сделал первую полную аудиозапись «Времён года». В том же году этот альбом был удостоен престижной французской музыкальной премии Grand Prix du Disque, а позже внесён в Зал славы премии «Грэмми». На родине композитора, в Италии, «Времена года» в 1950 году были изданы в редактуре Джан Франческо Малипьеро в рамках собрания сочинений Вивальди, которое выпускал издательский дом Ricordi. Первая стереофоническая запись «Времён года» была сделана в 1952 году основанным незадолго до этого ансамблем «И музичи».
Амстердамское издание «Времён года», выпущенное Мишелем Ле Сене, долгое время оставалось каноническим. На нём основывались ноты опуса 8, опубликованные в Париже в 1739 году издателем Ш.-Н. Леклерком, и практически все более поздние издания. Однако к концу XX века выяснилось, что амстердамский вариант, по-видимому, неполон. Расширенная аранжировка известна, в частности, по рукописной копии, обнаруженной в Манчестере и содержащей сольную виолончельную партию быстрыми нотами в медленной части концерта «Зима». Исторически предполагалось, что переписчики, создавшие эту копию, работали независимо от композитора, однако позднее исследователи пришли к выводу, что по крайней мере один из них (известный как «переписчик № 4») имел тесные контакты с автором. Не исключается, что этим переписчиком был его отец Джованно Баттиста Вивальди. Уточнена также датировка рукописи — приблизительно сентябрь 1726 года, что позволяет её связать с большой партией рукописных копий, заказанной лично композитором для римского кардинала Пьетро Оттобони. Таким образом, делается вывод, что виолончельная партия из манчестерской копии скопирована с автографа самого Вивальди и является частью изначального авторского замысла. По-видимому, в амстердамском издании для удобства виолончелиста её ноты были напечатаны отдельно и со временем утеряны. В свете новых фактов российский музыковед Александр Майкапар рекомендует рассматривать манчестерскую копию как версию «Времён года», более близкую к оригинальному авторскому варианту.

## Общие характеристики
Цикл состоит из четырёх концертов для солирующей скрипки с оркестром (струнные и клавесин-континуо). Общая продолжительность всех четырёх концертов — около 40 минут, что позволяет, как правило, исполнять цикл целиком. Название каждого концерта соответствует одному времени года — от «Весны» до «Зимы». В каждом сохраняется классическая итальянская трёхчастная структура: исполняемые в быстром темпе первую и третью части разделяет медленная вторая. Общее количество частей в четырёх концертах, таким образом, составляет 12, что вызывает ассоциации с 12 месяцами года.
«Времена года» относятся к так называемой программной музыке и представляют собой один из её наиболее известных образцов. Общую канву достаточно подробно задают четыре сонета, каждый из которых предпослан отдельному концерту. Предположительно, стихи написаны самим композитором — на это, в частности, указывают венецианские диалектизмы, встречающиеся и в письмах Вивальди. Темой сонетов в целом являются отношения человека и природы, которая в «Весне» и «Осени» предстаёт благожелательной, а в «Лете» и «Зиме» — антагонистичной человеку. В первом случае тексты фокусируются в основном на человеческой деятельности, а во втором — на представлении сил природы. Стиль сонетов изменчив: «Весна» богата аллегориями и отсылками к символике Аркадии, а в сурово реалистичную «Зиму», по мнению П. Эверетта, Вивальди вложил собственные впечатления от морозов 1708—1709 года, когда замёрзла Венецианская лагуна.
Каждый сонет, как и соответствующий концерт, разделён автором на три тематические части, а в самих нотах приводятся стихотворные цитаты, указывающие, что именно символизирует тот или иной музыкальный фрагмент. Между исследователями нет согласия в вопросе, созданы ли сонеты после написания музыки или их сочинение предшествовало созданию концертов. Текст сонетов неоднократно переводился на русский язык. В частности, близкий по форме и смыслу перевод выполнен в 1985 году Давидом Самойловым для ансамбля Владимира Спивакова, тогда как Владимир Григорьев, стремясь максимально близко передать текст, пошёл на изменение формы, превратив каждый сонет в четыре четверостишия.
«Времена года» и другие концерты, входящие в опус 8, демонстрируют развитие приёма ритурнели в творчестве Вивальди. Итальянец, бывший одним из основоположников использования ритурнели в классической музыке (его влияние в середине — конце 1710-х годов испытывали и И. И. Кванц, и И. С. Бах), ко времени появления опуса 8 поднял этот приём на качественно новый уровень. В его ранних произведениях яркость начального мотива ритурнели не всегда удавалось поддерживать до конца произведения. Однако в опусе 8 композитор уже широко использует с этой целью возвращающийся (но никогда не повторяющийся полностью) мотив, умело чередуя его с сольными эпизодами, сталкивая между собой соло и тутти и не давая музыке «проседать». При этом в чередующихся эпизодах могут не сохраняться одни и те же темы — достаточно гармонирующих доминанты и тоники. Такую структуру П. Эверетт определяет как «модульную». Во многих случаях первое появление темы ритурнели схематично и получает дальнейшее развитие при первом возвращении. Кроме того, Вивальди часто использует при возвращении темы в тутти секвенцию, чтобы разнообразить звучание. В исключительных случаях, например, в первой части «Лета», мелодия ритурнели по ходу части меняется полностью в соответствии с программой, которую задаёт сонет. Количество возвращений ритурнели может отличаться от концерта к концерту: так, в 1-й части «Зимы» ритурнельная тема возникает всего дважды, а в 1-й части «Осени» — пять раз как тутти и один раз (редкое исключение) у солиста.
Согласно П. Эверетту, характерной особенностью тематической разработки в op. 8 является 4-нотный ход от I к V ступени или от V ко II ступени (например, f-es-d-c в си-бемоль мажоре). Он встречается во всех концертах op. 8 за исключением № 8. Этот ход нередко дублируется терциями и секстами, подчёркивающими его важность для композиции в целом. В финальных частях концертов автор регулярно использует сольные каденции, представляющие собой вершину развития структуры пьесы. Настроение Вивальди часто задаёт с помощью особых хроматических аккордов — неаполитанского секстаккорда (см. пример 1) и — в мажорных тональностях — малого вводного септаккорда к доминанте (см. пример 3). Последний П. Эверетт называет «отпечатком пальцев Вивальди» (англ. Vivaldian thumb-print).
- Пример 1. Концерт «Лето», часть I, тт. 26—30 Прямоугольником отмечена неаполитанская гармония
- Пример 2. Концерт «Зима», часть I. Типичная для Вивальди многозвенная квинто-квартовая секвенция
- Пример 3. Концерт «Весна», часть I, т. 3. Звёздочкой отмечен малый вводный септаккорд к доминанте, «отпечаток пальцев» Вивальди

Средние, медленные части концертов Вивальди обычно достаточно короткие и построены на одной напевной, неспешно развивающейся мелодии. Такой стиль комментаторы называют «песнями (или ариями) без слов». Часто простая мелодия лишена каких бы то ни было украшений и сопровождается простейшим аккомпанементом в исполнении скрипок и альтов (в котором может участвовать также и клавесин континуо), монотонное повторение которого завораживает слушателя. Во времена Вивальди такая простота основной мелодии обычно была ориентирована на то, чтобы обеспечить солисту условия для свободной импровизации. Во «Временах года» эта тенденция проявляется в полной мере в «Весне» и «Зиме», а в «Лете» в основную мелодию встроены короткие быстрые оркестровые эпизоды. В медленных частях (как и в аккомпанементе к некоторым ариям в операх Вивальди и его современников) реализован звукоподражательский талант композитора — характерным примером является подражание шелесту листьев в «Весне». В целом медленные части для Вивальди, по определению П. Эверетта, представляют собой подобие живописных иллюстраций — статичных сцен, прописанных с большим вниманием к фактуре.

## Концерт № 1 ми мажор «Весна», RV 269

### 1. Allegro. Пришла весна
Allegro

Giunt' è la Primavera e festosetti

La Salutan gl' Augei con lieto canto,

E i fonti allo Spirar de' Zeffiretti

Con dolce mormorio Scorrono intanto:

Vengon' coprendo l' aer di nero amanto

E Lampi, e tuoni ad annuntiarla eletti

Indi tacendo questi, gl' Augelletti;

Tornan' di nuovo al lor canoro incanto:
Сонет «Весна», сопровождающий первый концерт цикла, начинается словами «Весна грядёт! И радостною песней || Полна природа…» (перевод В. Ю. Григорьева). В соответствии с этим праздничным настроением стиха концерт открывает радостная, ликующая тема, подобная которой звучит спустя столетие в «Пасторальной» симфонии Бетховена. Эта основная тема, исполняемая всем оркестром и повторяющаяся несколько раз в форме ритурнели, чередуется с музыкальными фрагментами, иллюстрирующими первые восемь строк сонета. Эти эпизоды исполняются тремя скрипачами — солистом и концертмейстерами групп первых и вторых скрипок. Ремарка «Canto de gl’ Ucelli» в нотах указывает, что первый сольный эпизод, исполняемый на высоких нотах, имитирует пение птиц. Затем идут музыкальные иллюстрации к тексту о бегущих ручьях (журчание воды передаётся нежными переливами нот длительностью 1/16) и о весенней грозе. Громовые раскаты изображает грозная напористая мелодия, исполняемая в унисон всем оркестром, а вспышки молний — вначале синхронные восходящие гаммоподобные пассажи у всех трёх солистов, а затем пассажи только у главной скрипки, «изломанные» подобно росчерку молнии с использованием техники арпеджио. Перед заключительным возвращением основной темы, придающим всей первой части форму, напоминающую рондо, звучит ещё один фрагмент с пением птиц, отличающийся, однако, от первого.

### 2. Largo e pianissimo sempre. Спящий пастух.
Largo

E quindi sul fiorito ameno prato

Al caro mormorio di fronde e piante

Dorme 'l Caprar col fido can' à lato.
Вторую часть, Largo, известную как «Сон крестьянина», ведёт солирующая скрипка под аккомпанемент скрипок и альтов (басовые инструменты — клавишные, виолончели и контрабасы — в этом эпизоде не участвуют). Скрипки звучат Pianissimo sempre (с итал. — «всё время очень тихо»), подражая шелесту листвы — эффект достигается с помощью повторяющихся параллельных фрагментов из трёх нот. П. Эверетт отмечает, что шелест листвы и журчание ручьёв из первой части в сонете обозначает одно и то же слово — mormorio, и их передача композитором неслучайно созвучна. Альты, в отличие от приглушённых скрипок, постоянно повторяют «громко и грубо» одну и ту же пару нот. По замыслу автора, так передаётся взлаивание пастушьей собаки, охраняющей сон хозяина: «Спит пастушок, за день устав, || И тявкает чуть слышно пёс». А. Майкапар подчёркивает, что исполнителям важно быть знакомыми с этим фактом, чтобы «найти интересную краску и характер звучания». В отличие от богатства чередующихся тем в первой и третьей частях, вся центральная часть построена на раскрытии единственной безмятежной темы, что создаёт ощущение ленивого, разморённого покоя.

### 3. Allegro, danza pastorale. Деревенский танец
Allegro mandolin concerto

Di pastoral Zampogna al suon festante

Danzan Ninfe e Pastor nel tetto amato

Di primavera all' apparir brillante.
Заключительная часть, «Танец-пастораль», снова энергична и жизнерадостна. Согласно некоторым источникам, основной ритм в ней задаётся в соответствии с каноном сицилианы, однако А. Майкапар полагает, что в основу музыки легла французская разновидность жиги, близкая роду этого танца, известному как канари. Музыковеды сравнивают переливистые верхние ноты у скрипок на фоне характерного низкого протяжного гудения у басовых струнных в главной, повторяющейся теме части со звучанием волынки. Струящийся ритм 12
8 создаёт картину танца нимф и пастушков. Партию главного солиста характеризуют виртуозные обороты. По ходу части настроение меняется — мелодия переходит в ми минор, становясь суровой, а затем задумчивой, но на смену минору в последний раз возвращается главная танцевальная тема, завершающая и часть, и весь концерт.

## Концерт № 2 соль минор «Лето», RV 315

### 1. Allegro non molto. Жара. Allegro. Кукушка. Горлинка. Зефир. Борей. Жалоба крестьянина.
Allegro non molto

Sotto dura Staggion dal Sole accesa

Langue l' huom, langue 'l gregge, ed arde il Pino;

Scioglie il Cucco la Voce, e tosto intesa

Canta la Tortorella e 'l gardelino.

Zeffiro dolce Spira, mà contesa

Muove Borea improviso al Suo vicino;

E piange il Pastorel, perche sospesa

Teme fiera borasca, e 'l suo destino;
Концерт написан в тональности соль минор, которая во времена Вивальди часто использовалась для передачи тревоги и чувства угрозы. Лето в трактовке композитора — не радостное благодатное время года, а пора обжигающего зноя, перемежаемого жестокими грозами. Короткие, отрывистые фразы вступления к первой части передают изнеможение от жары (так указывает первая авторская ремарка в нотах). В сонете этому соответствуют строки «От тяжкого, удушливого зноя || Страдает, сохнет всё в природе…». Тем не менее это ленивое, пассивное состояние композитор успешно передаёт в музыке, в соответствии с концертной формой исполняемой в быстром темпе, делая единственную оговорку: это Allegro non molto — «не очень живо». Первые ноты звучат пианиссимо. Затем, в соответствии с текстом сонета, вступает перекличка птиц в исполнении солиста — кукушки, горлицы, щегла (подражание голосам птиц не ново для Вивальди, у него написаны целые отдельные концерты, имитирующие голоса кукушки и щегла). В верхних регистрах у оркестра зарождается «дуновение ветерка», переходящее в порыв северного ветра — борея, озвученный уже всем оркестром. Этот короткий порыв вновь сменяется томной основной темой, которая постепенно стихает: умолкают все инструменты оркестра, оставляя лишь солирующую скрипку и басовый аккомпанемент органа (последнее подчёркнуто в партитуре — органом Вивальди заменяет здесь обычно ведущий партию континуо клавесин). Скрипка звучит жалобно — согласно авторской ремарке, это жалоба пастуха, страшащегося надвигающейся бури. Вслед за этой темой, звучащей как оперная ария, в оркестре вторично, с новой силой звучит тема северного ветра, завершая первую часть.

### 2. Adagio — Presto. Летняя страда
Adagio e piano — Presto e forte

Toglie alle membra lasse il Suo riposo

Il timore de' Lampi, e tuoni fieri

E de mosche, e mosconi il Stuol furioso!
Короткая медленная центральная часть построена на контрасте продолжающейся жалобы солирующей скрипки и грозных предгрозовых раскатов у оркестра, включая контрабасы: им композитор обычно не поручает исполнения мелких длительностей в быстром темпе, но в данном случае делает исключение и заставляет вместе со всем оркестром играть тремоло нотами длительностью 1/16. В промежутках между этими громовыми раскатами оркестр повторяет назойливую зудящую музыкальную фразу, символизирующую жужжание комаров и мошкары. Эпизоды, обозначенные автором Adagio e piano (с итал. — «медленно и тихо»), чередуются с ремарками Presto e forte (с итал. — «быстро и громко»). А. Майкапар называет это противостояние тем наиболее впечатляющим образцом динамического контраста в добетховенской музыке, обретающим вполне симфонический размах, сопоставимый с аналогичным эпизодом грозы в «Пасторальной» симфонии. Музыка затухает, но это затишье перед бурей.

### 3. Presto, tempo impetuoso d’estate. Летняя гроза.
Presto

Ah, che pur troppo i Suo timor Son veri

Tuona e fulmina il Ciel e grandinoso

Tronca il capo alle Spiche e a' grani alteri.
Заключительная часть — классическая сцена грозы в инструментальном изложении. Выразительные средства в данном случае совпадают с используемыми в операх и продолжали широко использоваться в эпоху романтической музыки в XIX веке — в том числе и Бетховеном. В частности, нисходящая по тетрахорду мелодия в минорной тональности — общий приём у многих композиторов в темах, выражающих страдание (в других «Временах года», созданных Гайдном в 1801 году, аналогичный нисходящий тетрахорд в соль миноре создаёт угрожающий образ другого времени года — зимы). В бурной, но чётко структурированной мелодии звучат и грозовые раскаты из второй части, и изображающие вспышки молний пассажи-гаммы из первой. Восходящие и нисходящие гаммы и арпеджио символизируют хлещущие со всех сторон потоки воды. Пока эти пассажи исполняются альтами и басами (а в виртуозной партии солиста звучат отчаянные, испуганные интонации), ритмическая функция передаётся группам скрипок, у которых звучит мелодия, ритмически напоминающая тему «разных ветров» из первой части. Структурирующая роль этой партии на фоне кажущегося хаоса в басах обнаруживается при внимательном прослушивании. Концерт завершается грозным унисоном всех инструментов оркестра.

## Концерт № 3 фа мажор «Осень», RV 293
После бурной летней грозы Вивальди возвращается к праздничной атмосфере «Весны», с которой «Осень» объединяет не только мажорная тональность, но в определённой степени и ритм, и подбор аккордов. Осень — время торжества человека над природой, время его наибольшей уверенности в себе, и именно в этом концерте, по мнению П. Эверетта, солисту поручены самые виртуозные партии из всего цикла.

### 1. Allegro, ballo e canto de’villanelli. Танец и песня крестьянских парней.
Allegro

Celebra il Vilanel con balli e Canti

Del felice raccolto il bel piacere

E del liquor de Bacco accesi tanti

Finiscono col Sonno il lor godere.
Первая часть концерта представляет слушателю картины крестьянского праздника урожая — первая ремарка в нотах гласит «Танец и песни крестьян». В первом сольном фрагменте подхватывается основная танцевальная тема, однако второй и третий эпизоды стилистически отличаются: здесь у солиста появляются необычные арпеджио, восходящие и нисходящие пассажи. Это связано с тем, что Вивальди рисует для слушателя юмористическую жанровую сценку — «Подвыпившие» (или «Захмелевшие»): «струящаяся» мелодия скрипки символизирует разливаемое вино, рваная мелодия — нетвёрдую походку пьяного. При этом первая модуляция основной темы не переводит её к доминанте — вместо этого тональность перемещается в соль минор, ассоциируемый с тревогой и намекающий на грядущие беды. Модуляции продолжаются возвратом в фа мажор, а затем — переходом к доминанте. Наконец, после короткого возвращения к танцевальной теме солист и вовсе «забывается пьяным сном», и его скрипка тянет пять тактов одну и ту же ноту. Тем не менее засыпают не все, и первую часть завершает возвратившаяся танцевальная тема.

### 2. Adagio molto, Ubriachi dormienti. Спящие пьяные.
Adagio molto

Fà ch' ogn' uno tralasci e balli e canti

L' aria che temperata dà piacere,

E la Staggion ch' invita tanti e tanti

D' un dolcissimo Sonno al bel godere.
Празднество подходит к концу. Тему второй части, Adagio molto, описывают строки «И, завершая радость наслажденья, || В крепчайший сон всех погружает ночь». Эту короткую (на две страницы партитуры) зарисовку струнные инструменты исполняют с сурдинами, подчёркивая покой тихой ночи. Их партии представляют собой простые неспешные аккордовые пассажи. Басовая партия едва намечена, и ноты содержат рекомендацию клавесинисту играть арпеджио; самые простые из них лучше всего способствуют атмосфере покоя. По-видимому, автор ожидал здесь от музыкантов импровизации. Сольная скрипичная партия отсутствует полностью — редкое, но не уникальное в творчестве Вивальди крайнее выражение построения медленной части, вместо чётко прописанной партии предоставляющего солисту возможности для экспромта.

### 3. Allegro, la Caccia. Охота.
Allegro

cacciator alla nov' alba à caccia

Con corni, Schioppi, e cani escono fuore

Fugge la belva, e Seguono la traccia;

Già Sbigottita, e lassa al gran rumore

De' Schioppi e cani, ferita minaccia

Languida di fuggir, mà oppressa muore.
Заключительная часть концерта — образец музыкальной и поэтической формы качча (итал. caccia — «охота»), появившейся в Италии ещё в 1300—1400-е годы. Это обстоятельство предопределяет и выбор тональности всего концерта: фа мажор рассматривался во времена Вивальди как естественная тональность для corni da caccia — охотничьих рогов. Первые такты части создают бодрящую атмосферу раннего утра с трубящими охотничьими рогами и гарцующими лошадьми. Далее музыканты передают для слушателя картины охоты на оленя — скачки́ испуганного животного, спасающегося от людей и собак, его ранение (в ремарке к нотам говорится о «выстреле и лае собак») и, наконец, смерть. Хотя первая часть концерта посвящена грубым забавам крестьян, а последняя — развлечению высшего сословия, сольные темы обеих частей перекликаются, что позволяет П. Эверетту писать о финале как о «до определённой степени пародии» на первую часть.

## Концерт № 4 фа минор «Зима», RV 297
А. Майкапар отмечает, что в классической музыке существуют разные подходы к изображению зимы. Например, вокальный цикл Шуберта «Зимний путь» проникнут пессимизмом, усугубляющимся к концу — его последний Lied «Шарманщик» совершенно беспросветен. Напротив, Вивальди в четвёртом концерте «Времён года» стремится показать слушателю разные облики зимы — и драму вьюги, и покой у камелька, и радость зимних игр (соответствующий сонет завершается словами «дарит нам зима и свои наслажденья»). Для итальянского композитора время циклично, и конец зимы — это одновременно начало новой весны.

### 1. Allegro non molto. Сильный ветер
Allegro non molto

Agghiacciato tremar trà nevi algenti

Al Severo Spirar d' orrido Vento,

Correr battendo i piedi ogni momento;

E pel Soverchio gel batter i denti;
В первой части авторские ремарки указывают на то, что музыкантам следует имитировать лязг зубов от холода, вой ледяного ветра, притоптывание и беганье в попытках согреться. Последовательность повторяющихся диссонирующих нот, возникающая сначала в группе виолончелей, а затем подхватываемая и развиваемая поочерёдно альтами, вторыми и первыми скрипками, создаёт эффект пустоты и холода. Вивальди хорошо осознавал впечатление, которое оставляет такая музыка, и в дальнейшем в его опере «Фарнак» на аналогичной последовательности аккордов было построено вступление к арии «Gelido in ogni vena» («Хладеет в жилах кровь»), живописующей ужас от встречи с призраком. В партии солиста звучит свист пронизывающего ветра. Эту партию А. Майкапар называет самой сложной для скрипача-солиста во всём цикле. В частности, в 3-м сольном эпизоде («клацанье зубами от холода») солист ведёт партию парами нот длительностью 1/32, имитируя дрожь, у скрипок, непосредственно изображающих «клацанье», продолжительность нот вдвое дольше, а у альтов, задающих лейтмотивный пульс, — ещё вдвое дольше.

### 2. Largo. У камина
Largo

Passar al foco i dì quieti e contenti

Mentre la pioggia fuor bagna ben cento
Вторая, медленная, часть вводит тему «зимних наслаждений». Она написана как ария в стиле бельканто и обладает такой завершённостью, что часто исполняется как самостоятельное произведение. В этой небольшой лиричной зарисовке, рисующей картину покоя у жарко натопленной печи, доминирует солист, а пиццикато скрипок оркестра создаёт иллюзию падающих за окном дождевых капель (в своих операх Вивальди использовал пиццикато для иллюстрации «дождя слёз» — итал. pioggia di lagrime).

### 3. Allegro, camminar sopra il ghiaccio. Прогулка по льду.
Allegro

Caminar Sopra il giaccio, e à passo lento

Per timor di cader girsene intenti;

Gir forte Sdruzziolar, cader à terra

Di nuove ir Sopra 'l giaccio e correr forte

Sin ch' il giaccio si rompe, e si disserra;

Sentir uscir dalle ferrate porte

Sirocco, Borea, e tutti i Venti in guerra

Quest' é 'l verno, mà tal, che gioja apporte.
Заключительную часть открывает скрипичное соло, сплетающее гладкую вязь нот на фоне тянущейся басовой ноты континуо. Так композитор рисует осторожное, неуверенное скольжение на коньках по льду. Когда к солисту присоединяется оркестр, в музыке появляются разрывы и диссонансы, сообщающие ей драматизм и напряжённость. После образов неуклюже падающих на лёд людей вновь вступает солист, ведущий партию стаккато нотами длительностью 1/16. Обрывы фраз символизируют трещащий и ломающийся под ногами лёд (этот образ также возникает в сонете). Затем темп музыки замедляется до Lento, спокойная мелодия создаёт образ сирокко — тёплого ветра с юга. Здесь композитор отсылает слушателя к теме, ранее звучавшей в «Лете», но полностью лишает её грозных интонаций, присущих второму концерту. Однако зиме ещё не конец, и солист и оркестр, чередуясь, вновь вводят резкую и суровую тему северного ветра-борея. Энергичный финал, символизирующий холодную силу зимы, завершает концерт и весь цикл с почти симфонической мощью.

## Современное исполнение и адаптации
Первое современное переложение «Времён года» появилось в 1920 году, когда итальянский аранжировщик Альчео Тони приспособил их для исполнения для фортепиано в четыре руки. На следующий год в Лондоне были изданы переложения отдельных частей «Весны» и «Лета» для скрипки и фортепиано, выполненные Эмилио Пенте.
После 1950 года «Времена года» обрели огромную массовую популярность, став главным произведением, ассоциируемым с именем Вивальди и фактически синонимичным ему в восприятии широкой публики. Популярность этого цикла дала толчок более внимательному изучению творческого наследия композитора и позволила открыть для исполнителей и слушателей другие его произведения. Уже в 1960-е годы, по оценке Пьера Бурдьё, стремительная популяризация превратила цикл из произведения для интеллектуалов в музыку для людей со средним интеллектом; в 1980-е годы тема из «Весны» стала повсеместно использоваться в автоответчиках и как фоновая музыка в ресторанах, а с начала 1990-х годов — как рингтон на сотовых телефонах. Уже к концу 1970-х годов по количеству выпущенных записей «Времена года» почти сравнялись с симфонией № 5 Бетховена (31 против 38). К середине 1990-х годов было выпущено более 200 записей «Времён года» в разных аранжировках от ансамблей аутентичной музыки до обработок для экзотических инструментов. В конце 1980-х годов ежегодно выпускалось почти 20 новых записей. В XXI веке «Времена года» остаются одним из самых исполняемых классических произведений и входят в число лидеров по количеству записей в этом жанре. Объёмы продаж также очень высоки: только записи, сделанные ансамблем «И музичи», разошлись общим тиражом более чем в 10 миллионов экземпляров.
Критик музыкального журнала Goldmine Питер Гутман отводит заметное место в дискографии «Времён года» записи 1964 года (Нью-Йоркский филармонический оркестр под управлением Джона Корильяно), в которой партию континуо виртуозно исполняет на усиленном клавесине Леонард Бернстайн. Среди симфонических исполнений Гутман выделяет также интерпретацию Леопольда Стоковского, записанную в 1967 году с оркестром «Новая Филармония» (солист Хью Бин). Это исполнение выдержано в относительно медленном темпе (продолжительность всего цикла 45,5 минут), проникнуто чувством и демонстрирует характерные для Стоковского модуляции и изменения оригинального нотного текста. Одной из первых заметных аутентичных интерпретаций Гутман называет версию Teldec 1976 года, когда «Времена года» исполнил ансамбль Concentus Musicus Wien под руководством Николауса Арнонкура. В исполнении участвовали только 12 музыкантов, в том числе супруга дирижёра Алиса, которой была доверена сольная партия. Эта запись была безукоризненно точной, энергичной и нарочито грубо звучащей, но в то же время интимной.
Особенно «звёздный» состав собрала запись цикла, сделанная Deutsche Grammophon в 1982 году. С Израильским филармоническим оркестром под управлением Зубина Меты каждый концерт исполнял отдельный скрипач-солист с собственным музыкальным стилем: в «Весне» солировал Айзек Стерн, в «Лете» Пинхас Цукерман, в «Осени» Шломо Минц и в «Зиме» — Ицхак Перлман. Традицию ротации солистов, уходящую корнями в эпоху самого Вивальди, продолжает и запись ансамбля Academy of Ancient Music (дирижёр Кристофер Хогвуд), выполненная в том же году для лейбла l’Oiseau-Lyre. Как и у Арнонкура, в этой версии использованы аутентичные инструменты. Другие интерпретации, которые выделяет Гутман, включают две записи, сделанные для лейбла Sony: грациозную, строгую и сбалансированную версию ансамбля «Тафельмузик» (солистка Жанна Ламон) и эмоциональное, лиричное и одновременно энергичное прочтение Вивальди Венецианским барочным оркестром под управлением Андреа Маркона (солист Джулиано Карминьола).
BBC Music Magazine также выделяет среди многочисленных трактовок «Времён года» различными исполнителями ряд наиболее значительных. Хронологический список открывает запись Philips Records 1979 года в исполнении Айоны Браун и оркестра «Академия Святого Мартина в полях» под управлением Невилла Марринера. Согласно журналу, отмечающему исключительную лёгкость штрихов в исполнении Браун, эту запись многие специалисты считают первым из канонических прочтений «Времён года». Следующим в списке стоит диск 1989 года, на котором цикл исполняет Найджел Кеннеди с Английским камерным оркестром. Эта запись провела почти два года на первой позиции в британском чарте классических альбомов, установив новый рекорд по продажам среди дисков классической музыки — более 2 миллионов копий (основными рынками сбыта стали скандинавские страны, Австралия и США). Прочтение Кеннеди отличают редкие экспрессивность и энергия. В 2015 году музыкант выпустил новую версию «Времён года», испытавшую влияние джазовой музыки и творчества Джими Хендрикса. Далее журнал выделяет исполнение цикла камерным ансамблем во главе со скрипачкой Янин Янсен (среди участников ансамбля были также её брат и отец, исполнявшие соответственно партии виолончели и клавесина). Это камерное прочтение (издание Decca Records) критика сочла идеальным с точки зрения чистоты звука и интонаций. Ещё одно выделяемое камерное исполнение — запись Channel Classics 2018 года в исполнении Рэйчел Поджер и ансамбля Brecon Baroque, где каждая группа струнных представлена единственным исполнителем. Несмотря на малые размеры, ансамблю удалось достичь глубокого мощного звучания, контрастирующего с воздушным скрипичным соло. Запись Avie Records 2015 года в исполнении скрипача Адриана Чандлера и ансамбля La Serenissima не только использует аутентичные инструменты, но и включает редкие архивные материалы эпохи Вивальди. Это исполнение характеризуют драматичные рубато и точность, сопоставимая только с трактовкой Кеннеди.
BBC Music Magazine особо выделяет также две оригинальные адаптации цикла. Выпущенная Deutsche Grammophon адаптация Макса Рихтера в исполнении Дэниэла Хоупа и Камерного оркестра Концертхауса под управлением Андре де Риддера «выбрасывает три четверти» оригинальной музыки и «закольцовывает» наиболее популярные отрывки, но сохраняет музыкальную форму, тесситуру и динамику Вивальди. Адаптация британского композитора Роксаны Пануфник «Four World Seasons» (Chandos, 2016) включает части, привязанные не только к временам года, но и к конкретным географическим точкам («Осень в Албании», «Тибетская зима», «Весна в Японии» и «Индийское лето»). В состав Симфонического оркестра Би-би-си, сопровождающего сольное исполнение Тасмин Литтл, включена тибетская поющая чаша (исполнитель Грэм Брэдшо).
Другие заметные переработки Вивальди в рамках классической музыкальной традиции включают скрипичные концерты Марка О’Коннора и Филипа Гласса («Американские времена года», 2000 и «Американские времена года», 2009, с использованием синтезатора). Оригинально прочтение 2000 года, выполненное Фабио Бьонди и «Галантной Европой» для лейбла Virgin. В отличие от большинства исполнителей, Бьонди использовал в этой версии римскую рукопись, датируемую 1740 годом и отличающуюся от более известной многочисленными деталями аранжировки, звукоизвлечения, гармоний, тесситуры и транспозиции. Питер Гутман отрицательно оценивает ещё одну авторскую интерпретацию «Времён года» — запись Deutsche Grammophon, сделанную в 1999 году Анне-Софи Муттер с «Солистами Тронхейма» (Норвегия). Критик неодобрительно отзывается как о визуальном оформлении альбома, так и о музыкальной трактовке, делающей акцент на голой виртуозности, без нужды завышающей темп и злоупотребляющей вибрато. В музыкальном журнале Copper критике подвергается также синкопированная версия цикла The Four Seasons After Vivaldi, созданная Карлом Оге Расмуссеном и записанная на лейбле Dacapo барочным оркестром Concerto Copenhagen под управлением Магнуса Фрюклунда. Давая высокую оценку работе солиста Фредрика Фрома, критик в то же время с недоумением сравнивает рваный ритм версии Расмуссена с «прыгающей» дорожкой на компакт-диске.
Среди необычных аранжировок «Времён года», сделанных во второй половине XX века, — обработки для тромбона и струнного ансамбля; для квинтета медных духовых инструментов; для флейты и аккордеона; для трио синтезаторов, скрипки и оркестра; для шести кото; для виолончели с оркестром (Лука Шулич и струнный ансамбль Национальной академии Святой Цецилии) и для аккордеона с оркестром (Мартинас Левицкис и камерный ансамбль Mikroorkéstra). Критики BBC Music Magazine особо отмечают также интерпретацию Даниэля Эванхелисты и Мануэля Ирадиана, где семплы оркестрового исполнения переплетаются с аранжировкой музыки Вивальди для двух электрогитар. Широкого спектра аранжировок удостоилась заключительная быстрая часть (Presto) концерта «Лето». Так, существуют её версии для баяна и бандуры, саксофонного квинтета, электровиолончели. Британская скрипачка Ванесса Мэй использовала эту же часть «Лета» для заглавной композиции своего альбома Storm, который в 1997 году 5 недель занимал 27-е место в британском хит-параде альбомов. Оригинальная тема Вивальди наложена в этой интерпретации на стремительное звучание ритм-секции и гитарный дисторшн. Вскоре после этого исполнительница вновь использовала музыку «Времён года» в своём мультимедийном проекте, включавшем фильм «Фантазия для скрипки» и диск The Original Four Seasons and the Devil’s Trill Sonata: The Classical Album 3.
В конце 1990-х годов российский композитор Леонид Десятников создал оркестровую сюиту на музыку цикла Астора Пьяццоллы «Времена года в Буэнос-Айресе» (исп. Las Cuatro Estaciones Porteñas), написанного в 1965—1970 годах. Хотя в оригинальном цикле Пьяццолы не использовались мелодии Вивальди, Десятников добавил их в свою аранжировку. При этом была сделана поправка на то, что композиторы жили в разных полушариях, и в итоге музыка из «Лета» Вивальди звучит в сочетании с «Зимой» Пьяццолы и так далее. В цикле «Времена года» Владимира Мартынова темы одноимённого произведения Вивальди использованы только в первой части — «Весне», тогда как остальные три опираются на работы Баха, Мендельсона и Пярта. В 2016 году в рамках инициативы Vivaldi Metal Project «Времена года» были переработаны в стиле симфоник-метал. В проекте, инициаторами которого были итальянцы Джузеппе Ямпьери (Mistheria) и Антонио Ригони, участвовали более 130 музыкантов и певцов, включая Ролфа Пилве (Stratovarius), симфонический оркестр из Польши и академический хор из Болгарии. Mistheria также исполняет «Времена года» в собственной переработке на фортепиано. В журнале Copper отмечается, что эта версия своей эмоциональной безмятежностью близка к музыке нью-эйдж, а постоянное использование демпферной педали сближает её с поздним романтизмом, но от собственно Вивальди в ней осталось немного.
Музыка концертов легла в основу балетных постановок таких хореографов, как Ролан Пети (1984), Джеймс Куделка (1997), Анжелен Прельжокаж (2005), Мауро Бигонцетти (2007), Джулиано Пепарини (2020). В некоторых балетных постановках вместо оригинальной музыки Вивальди использована переработка Макса Рихтера (см. выше). Она, в частности, звучит в балете Уэйна Макгрегора «Кайрос» (2014) и в балете Мариинского театра «Времена года» (2017, хореограф Илья Живой). В 2013 году театральный коллектив «Балет Москва» поставил на сцене также «Времена года» Владимира Мартынова. Цикл Вивальди входит в число музыкальных произведений, чаще других используемых в фигурном катании. На эту музыку ставили номера, среди прочих, Сурия Бонали, Стефан Ламбьель, Патрик Чан, Екатерина Боброва и Дмитрий Соловьёв, Каролина Костнер, Сёма Уно, Майя Усова и Александр Жулин.
К середине 2010-х годов музыка Вивальди успела прозвучать примерно в 500 телевизионных и кинофильмах. Из этого количества почти в 100 лентах, начиная с фильма 1967 года «Метафизика шоколада» (порт. A Metafisica do Chocolate), звучал концерт «Весна», особенно часто используемый как фон для сцен из жизни высшего общества.

## Избранная дискография
| Год  | Коллектив                                              | Дирижёр             | Солист                                               | Лейбл               | Комментарий                                                     |
| ---- | ------------------------------------------------------ | ------------------- | ---------------------------------------------------- | ------------------- | --------------------------------------------------------------- |
| 1942 | Оркестр Национальной академии Санта-Чечилия            | Бернардино Молинари |                                                      |                     | Первая грамзапись Повторный выпуск: Ermitage (Болонья), 1991    |
| 1947 | Concert Hall Chamber Orchestra                         | Генри Свобода       | Луис Кауфман                                         | Naxos               |                                                                 |
| 1951 | Симфонический оркестр NBC                              | Гвидо Кантелли      |                                                      | AS Discs            |                                                                 |
| 1955 | Нью-Йоркский филармонический оркестр                   | Гвидо Кантелли      | Джон Корильяно                                       | Columbia Records    |                                                                 |
| 1955 | И музичи                                               |                     | Феликс Айо                                           | Philips Records     | Первая стереофоническая запись                                  |
| 1958 | И музичи                                               |                     | Феликс Айо                                           | Philips Records     |                                                                 |
| 1964 | Нью-Йоркский филармонический оркестр                   |                     | Джон Корильяно                                       | Columbia Records    |                                                                 |
| 1967 | Новая Филармония                                       | Леопольд Стоковский | Хью Бин                                              | London Records      |                                                                 |
| 1968 | Московский камерный оркестр                            |                     | Евгений Смирнов                                      | Eurodisc            | Первая запись в СССР                                            |
| 1969 | И музичи                                               |                     | Роберто Микелуччи                                    | Philips Records     |                                                                 |
| 1969 | Академия Святого Мартина в полях                       | Невилл Марринер     | Алан Лавдей                                          | Argo Records        |                                                                 |
| 1974 | Concerto Amsterdam                                     |                     | Яп Шрёдер                                            | Harmonia Mundi      | Аутентичные инструменты                                         |
| 1976 | Concentus Musicus Wien                                 | Николаус Арнонкур   | Алиса Арнонкур                                       | Teldec              | Аутентичное исполнение                                          |
| 1976 | Koto New Ensemble                                      |                     |                                                      |                     | Аранжировка Кэйго Цуноды для традиционных японских инструментов |
| 1979 | Академия Святого Мартина в полях                       | Невилл Марринер     | Айона Браун                                          | Philips Records     |                                                                 |
| 1979 | Оркестр Иерусалимского музыкального центра             |                     | Айзек Стерн                                          | CBS Records         | Первая запись в Израиле                                         |
| 1981 | Камерный оркестр Мехико                                |                     | Эрмило Новело                                        | CBS Mexico          | Первая запись в Мексике                                         |
| 1982 | Израильский филармонический оркестр                    | Зубин Мета          | Айзек Стерн Пинхас Цукерман Шломо Минц Ицхак Перлман | Deutsche Grammophon |                                                                 |
| 1982 | The English Concert                                    | Тревор Пиннок       | Саймон Стендейдж                                     | Polydor/Archiv      | Манчестерская версия                                            |
| 1982 | И музичи                                               |                     | Пина Кармирелли                                      | Philips Records     |                                                                 |
| 1982 | Academy of Ancient Music                               | Кристофер Хогвуд    |                                                      | l’Oiseau-Lyre       | Аутентичное исполнение                                          |
| 1989 | Raglan Baroque Players                                 | Николас Кремер      | Моника Хаггет                                        | Virgin Records      | Полная запись опуса 8                                           |
| 1989 | Английский камерный оркестр                            |                     | Найджел Кеннеди                                      | EMI                 |                                                                 |
| 1990 | И музичи                                               |                     | Федерико Агостини                                    | Philips Records     |                                                                 |
| 1991 | Симфонический оркестр Киото                            |                     |                                                      | Sky Records         |                                                                 |
| 1991 | Тафельмузик                                            |                     | Жанна Ламон                                          | Sony                |                                                                 |
| 1993 | Whitehall Mystery Orchestra                            |                     |                                                      | Mediaphon           | Аранжировка в сборнике New Highlights of Classic Rock, v. 1     |
| 1995 | Тасманийский симфонический оркестр                     |                     |                                                      | ABC Classics        |                                                                 |
| 1995 | И музичи                                               |                     | Марьяна Сырбу                                        | Philips Records     |                                                                 |
| 1999 | Trondheim Soloists                                     |                     | Анне-Софи Муттер                                     | Deutsche Grammophon |                                                                 |
| 2000 | Галантная Европа                                       | Фабио Бьонди        |                                                      | Virgin Records      | С использованием римских рукописей                              |
| 2000 | Венецианский барочный оркестр                          | Андреа Маркон       | Джулиано Карминьола                                  | Sony                |                                                                 |
| 2004 | Камерный ансамбль Янин Янсен                           |                     | Янин Янсен                                           | Decca Records       |                                                                 |
| 2009 | Камерный оркестр имени Яначека                         | Зденек Деймек       | Богуслав Матоушек                                    | Denon Essentials    | [ 56 ]                                                          |
| 2015 | La Serenissima                                         |                     | Адриан Чандлер                                       | Avie Records        | Аутентичное исполнение с использованием архивных материалов     |
| 2018 | Brecon Baroque                                         |                     | Рэйчел Поджер                                        | Channel Classics    |                                                                 |
| 2019 | Струнный ансамбль Национальной академии Святой Цецилии | Луиджи Пьовано      | Лука Шулич                                           | Sony                | Аранжировка для виолончели с оркестром                          |